# Забродки (Новосанжарский район)

Забродки (укр. Забрідки) — село,
Лелюховский сельский совет,
Новосанжарский район,
Полтавская область,
Украина.
Код КОАТУУ — 5323482802. Население по переписи 2001 года составляло 459 человек.

## Географическое положение
Село Забродки находится на правом берегу реки Ворскла,
выше по течению на расстоянии в 0,5 км расположен пгт Новые Санжары,
ниже по течению на расстоянии в 2,5 км расположено село Жуки (Кобелякский район),
на противоположном берегу — село Зачепиловка.
Река в этом месте извилистая, образует лиманы и заболоченные озёра.

## Объекты социальной сферы
- Библиотека.